# Börek

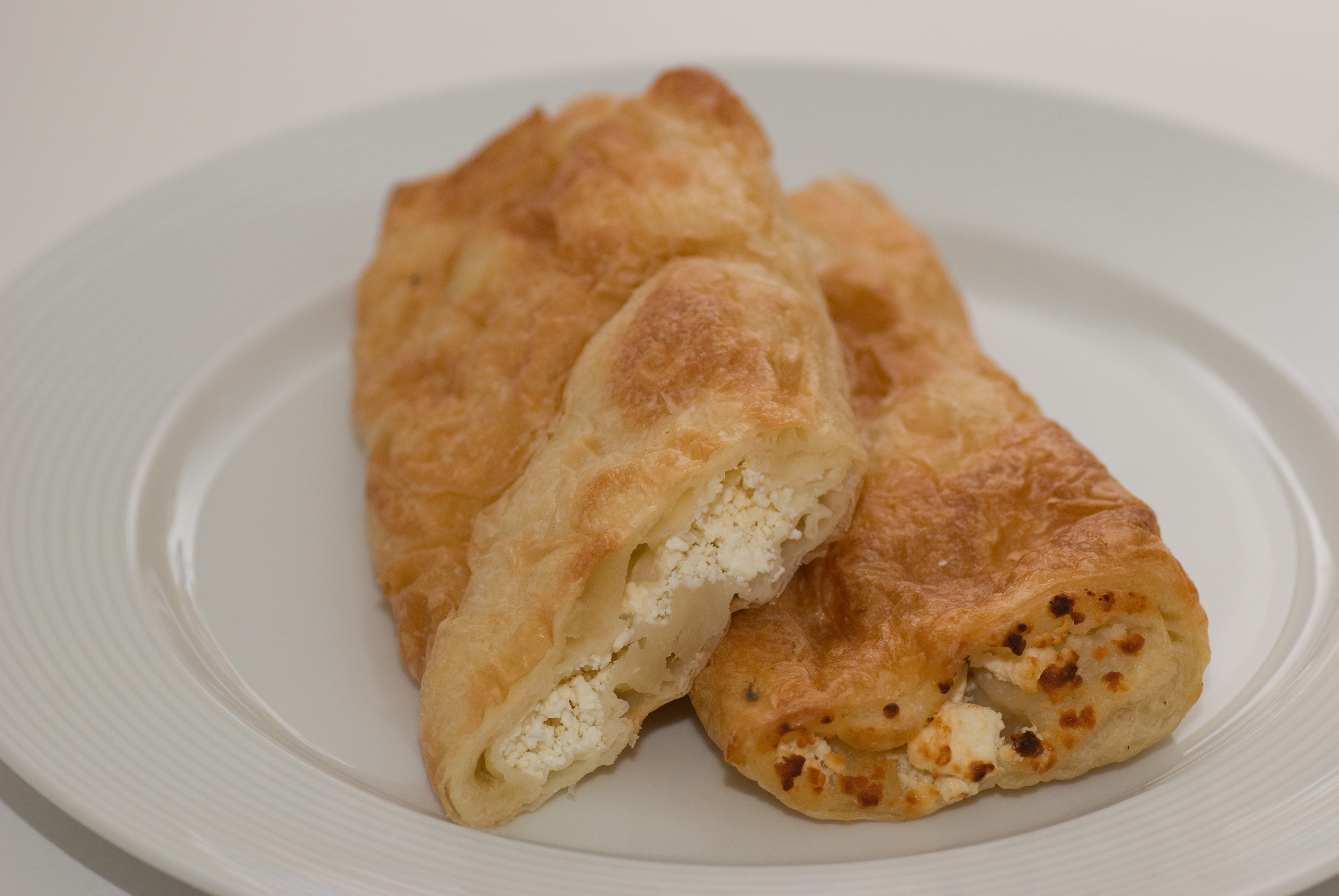
Börek mit Schafskäse

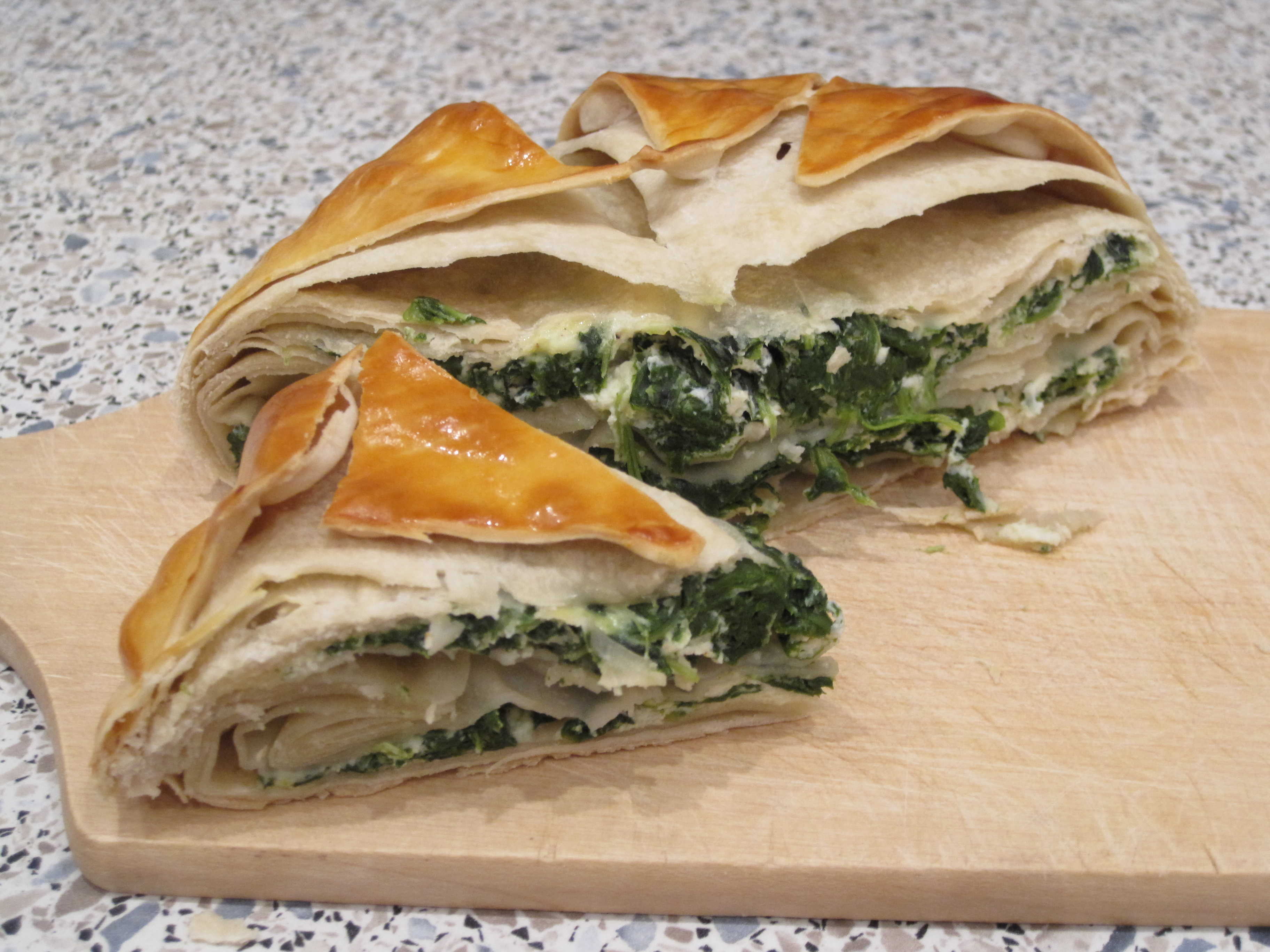
Börek mit Spinat

Börek ist ein unter anderem in Anatolien, im Nahen Osten und im Balkan verbreitetes Teiggericht, das vermutlich im Osmanischen Reich entstanden ist. Börek wird aus Yufka-Teig hergestellt und mit einer würzigen Füllung gefüllt, beispielsweise aus Hackfleisch, Schafskäse, Spinat oder anderem Gemüse und Petersilie. In verschiedenen Balkanländern ist Börek je nach Füllung ein Alltags- oder Festessen und wird auch kalt als Imbiss angeboten.

## Varianten
- Türkei: Börek wird in der Türkei normalerweise zum oder als Frühstück gegessen und im Ofen vorgewärmt. Übliche Beilagen sind Blattsalat und Joghurt. Dazu gibt es schwarzen Tee.
- Deutschland: In Deutschland wurde Börek durch türkische Einwanderer bekannt und gehört zum Standardangebot türkischer Imbisse und Bäckereien.
- ehemaliges Jugoslawien: In Bosnien, Kroatien und Serbien wird Burek oder Pita zu einer Spirale gedreht. Börek (im ehm. Jugoslawien Sprachgebrauch „Burek“) ist mit Fleisch gefüllt, wohingegen andere Varianten der Füllung bspw. mit Hüttenkäse, Spinat oder Kartoffeln als Pita bezeichnet werden. In Kroatien ähnlich: dort wird Burek in klassischen Varianten mit Käse, Fleisch, Spinat, oder Kartoffeln serviert.

In Bosnien, Serbien und Kroatien werden außerdem süße Varianten dieses Gerichtes mit Apfel-, Kirsch- oder Quittenfüllung zubereitet.
- Algerien: Bourek
- Albanien und Kosovo: Byrek oder Pite (oft mit Kartoffelwürfeln, mit Hackfleisch, mit Spinat oder mit trockenem und salzigem Ricotta gefüllt)
- Bulgarien: Baniza
- Griechenland: Auf Kreta basierte Buréki (μπουρέκι) oder Píta (πίτα) auf Zucchini und Feta.
- Nachfolgestaaten der Sowjetunion: Tscheburek (Чебурек)
- Israel: Bourekas (hebräisch: בורקס) sind ein populäres Street-Food in Israel.

## Geschichte
Wahrscheinlich wurde Börek von den nomadischen Türken Zentralasiens vor dem siebten Jahrhundert erfunden. Ursprünglich wurde es auf einer eisernen Bratpfanne über offenem Feuer gekocht. Das Gericht kam mit den begrenzten Lebensmitteln aus, die in der Steppe verfügbar waren: Butter, Käse, Petersilie sowie Körner, die auf Märkten gekauft werden konnten. Ab dem frühen siebten Jahrhundert verbreitete sich Börek mit den Wanderungen verschiedener Turkvölker durch Zentralasien und Osteuropa. Von dort verbreitete es sich im frühen 11. Jahrhundert nach Persien und Ostanatolien. Börek begann sich dabei zu verändern. Obwohl Yufka-Teig seine bestimmende Komponente blieb, wurden die Füllungen an regionale Geschmäcker und verfügbare Zutaten angepasst. Im 13. Jahrhundert brachten die Mongolen Börek zurück nach Zentralasien und passten es dabei an ihren eigenen Geschmack an. Innerhalb weniger Jahrzehnte war Börek im von den Mongolen regierten China zu einem festen Bestandteil der Hofküche geworden. In Anatolien begannen ab den späten 1350er Jahren die Osmanen zu dominieren. Sie drangen bis 1453 über Bithynien und die Ägäisküste nach Ostthrakien und weiter in Richtung Balkan, Ostanatolien und Nordgriechenland vor. Im Ergebnis hat sich Börek in diesen und weiteren Gebieten in regionalen Formen und zum Teil unter neuen Namen angesiedelt.

## Zubereitung
Zur Zubereitung werden Yufka-Teigblätter entweder abwechselnd mit der vorbereiteten Füllung in eine Auflaufform geschichtet (zuunterst und zuoberst zwei bis drei, je mit Öl oder Butter bestrichen) oder die Füllung wird – wie bei einem Strudel – in den Teig gewickelt und die entstandene Rolle in Schnecken- oder S-Form gebracht. Zum Schluss wird der Teig mit Eigelb bestrichen und alles im Ofen gebacken.

## Belege
1. 1 2 3  A History of Börek | History Today. Abgerufen am 12. Februar 2022.